# Saputa
La brama, jonça, palometa, castanyola o saputa(Brama brama) és un peix marí semblant al besuc però més comprimit lateralment, teleosti, de la família dels bràmids i de l'ordre dels perciformes. La castanyola és l'única espècie de la seva família que viu en les aigües dels Països Catalans.
A Eivissa es diu caputa es fa servir el mot castanyola per un altre peix, la ballesta o surer.

## Morfologia
Té una talla màxima de 70 cm i pesa fins a 6 kg. El cos és oval amb el dors bastant alt i comprimit lateralment, amb una línia lateral que segueix el perfil del cos. Té un front bombat i un rostre molt curt que confereixen al seu cap un perfil arrodonit, amb ulls molt grossos. És de color gris blavós i, de vegades, quasi negre. Al cap i a les pectorals apareix una taca daurada. Morro molt curt amb una boca és ampla i està inclinada quasi verticalment. Interior de la boca fosc. La mandíbula inferior és prominent i les dents són curtes i fortes.
L'aleta dorsal és llarga i a la part anterior és on hi ha els radis espinosos més llargs. L'anal és llarga. Les pectorals són bastant llargues i arriben fins a la meitat de la dorsal. Les pelvianes són les més petites. La caudal és bifurcada. El ventre és platejat.

## Ecologia
És pelàgic d'aigües profundes i oceànic, normalment es pot trobar entre 100 i 400 m, però pot arribar fins als 1.500-2.000 m. A més de la mar Mediterrània, es troba a l'oceà Atlàntic (des de Noruega a Sud-àfrica), a l'oceà Índic i al sud de l'oceà Pacífic.
Menja petits peixos, calamars, gambetes, pops i sípies. S'agrupa en petites moles i les migracions depenen de la temperatura de l'aigua. A l'estiu es pot trobar més a prop de la costa.
Al Mediterrani es reprodueix a l'estiu, d'agost a setembre. És una espècie cosmopolita de mars temperats i càlids, però a l'hora de reproduir-se requereix una temperatura major de 20 °C.

## Pesca i consum
És un peix semi-gras, del qual la és molt apreciada. Es captura amb palangres de superfície o de fons, tresmalls i arts d'encerclament i d'arrossegament. La talla mínima legal de captura és de 16 cm. Té un elevat contingut proteic, però no arriba a ser un peix blau (que té més del 5% de greixos). Té vitamines de diferents tipus, però sobretot B12. També és ric en minerals com fòsfor, magnesi i potassi. A les Pitiüses és poc apreciada perquè sol portar paràsits inclosos en la massa muscular, que tanmateix no són perillosos des del punt de vista sanitari. Se'n pesquen pocs als País Valencià.